# 领域模型
领域模型（或称域模型）可以被看作是一个系统的概念模型，用于以可视化的形式描述系统中的各个实体及其之间的关系。领域模型记录了一个系统中的关键概念和词汇表，显示出了系统中的主要实体之间的关系，并确定了它们的重要的方法和属性。因此，对应于用例所描述的动态视图，领域模型提供了一种对整个系统的结构化的视图。领域模型的一个好处是描述并限制了系统边界。
领域模型的語意可以被用在原始碼中，因此领域模型可以被应用在底层的软件开发阶段中。实体可以演化为類別，方法和属性可以直接演化至程式碼之中。
在UML中，類別图被用来描述领域模型。